# 韩董庄镇
韩董庄乡，是中华人民共和国河南省新乡市原阳县下辖的一个乡镇级行政单位。

## 行政区划
韩董庄乡下辖以下地区：
韩董庄村、草坡村、王合村、南窑村、府庄村、孔庄村、老孟庄村、李屋村、拾区村、苏双井村、赵美屋村、荒庄村、车庄村、官地村、焦庵村、杨厂村、里河沿村、姬屋村、孟庄村、吴厂村、韩屋村、大董庄村、朱贵庄村、焦双井村、裴屋村、任庄村、三仙屋村和张双井村。